# Tagora punctata
Tagora punctata is een vlinder uit de familie van de Eupterotidae. De wetenschappelijke naam van de soort is voor het eerst geldig gepubliceerd door Joicey & Talbot.